# تپه چغاجنگه
تپه چغاجنگه مربوط به دوره اشکانیان - دوره ساسانیان - اوایل دوران‌های تاریخی پس از اسلام است و در شهرستان اسلام‌آباد غرب، بخش حمیل، دهستان حمیل، داخل روستای چغاجنگه علیا واقع شده و این اثر در تاریخ ۱۴ اسفند ۱۳۸۵ با شمارهٔ ثبت ۱۷۸۳۴ به‌عنوان یکی از آثار ملی ایران به ثبت رسیده است.